# غاريقون وردي
غاريقون وردي (الاسم العلمي:Agaricus roseus) هو نوع من الفطريات يتبع جنس الغاريقون من الفصيلة الغاريقونية.